# Metalloleptura ochraceovittata
Metalloleptura ochraceovittata är en skalbaggsart som beskrevs av Hayashi 1977. Metalloleptura ochraceovittata ingår i släktet Metalloleptura och familjen långhorningar. Inga underarter finns listade i Catalogue of Life.